# Denny Seiwell
Denny Seiwell, né le 10 juillet 1943 à Lehighton, Pennsylvanie, est un batteur américain et membre fondateur du groupe Wings de Paul et Linda McCartney. Il a également joué pour Billy Joel et Liza Minnelli ainsi que sur les bandes sonores des films Waterworld, Grease II et Vertical Limit. Son jeu de batterie a été utilisé dans des émissions de télévision telles que Happy Days et Knots Landing.

## Biographie
Seiwell est né et a grandi à Lehighton, Pennsylvanie, fils de Donald Seiwell et Fay Carrigan. Il est diplômé de Lehighton High School et a été membre du premier Carbon County Band en 1961. Après avoir obtenu son diplôme d'études secondaires, Seiwell s'est enrôlé dans la marine américaine, au grade de musicien, jouant dans le Navy Band. Il a déménagé à New York et a attiré l'attention de McCartney, qui l'a recruté pour faire partie de son groupe Wings et selon Seiwell, le groupe était comme une grande famille vivant entre Londres et la ferme des McCartney en Écosse. Il a joué sur le seul album de Paul et Linda McCartney Ram,  ainsi que sur ceux des Wings Wild Life et Red Rose Speedway. Il a quitté le groupe lors des sessions d'enregistrement de Band on the Run au moment de partir à Lagos où a été réalisée une partie des titres de l'album. Après avoir quitté le groupe, Seiwell a finalement déménagé à Los Angeles, où il réside depuis 1975. Il a déclaré en 2019 que lui et Paul McCartney étaient restés en contact depuis 1993.
En 2021, Seiwell a produit Ram On - The 50th Anniversary Tribute to Paul and Linda McCartney's Ram avec Fernando Perdomo.

## Discographie

### PauletLinda McCartney
- 1971 : Ram (Capitol)

### Wings
Albums studio
- 1971 : Ram  (Apple/EMI)
- 1971 : Wild Life (Apple/EMI)
- 1973 : Red Rose Speedway (Apple/EMI)

Singles
Il s'agit ici de singles qui ne sont apparus sur aucun album officiel sinon sur des compilations. 
- 1971  : "Rode all Night" co-signe avec P. McCartney
- 1972 : C Moon
- 1972 : Mary Had a Little Lamb
- 1972 : Hi, Hi, Hi
- 1972 : My Love

Compilations
- 1978 : Wings Greatest (EMI)
- 1987 : All the Best! - Joue sur C Moon, Another Day, Live and Let Die et Uncle Albert/Admiral Halsey.
- 2001 : Wingspan (EMI)
- 2016 : Pure McCartney - Joue sur Heart of the Country, Dear Boy, Uncle Albert/Admiral Halsey, Too Many People et The Back Seat of My Car.

Bande sonore
- Live and Let Die - Joue sur la pièce-titre.

Single
- 1973 : Live and Let Die (Apple/EMI) - Single

### Variés
- 1969 : Kai Winding/JJ Johnson – Betwixt and Between (A&M Records)
- 1970 : John Denver – Take Me to Tomorrow (RCA)
- 1971 : Astrud Gilberto – Astrud Gilberto & Stanley Turrentine (CTI)
- 1971 : Billy Joel – Cold Spring Harbor (Columbia)
- 1972 : James Brown – Goodfoot (Polydor)
- 1973 : Donovan – Essence to Essence (Epic)
- 1975 : Art Garfunkel – Breakaway (Columbia)
- 1977 : Rick Danko – Rick Danko (Arista)
- 1977 : Liza Minnelli – Tropical Nights (Columbia)
- 1982 : Janis Joplin – Farewell Song (Columbia) - Compilation posthume
- 1984 : Deniece Williams – I'm So Proud (Columbia)

### Production
- 2021 : Ram On - The 50th Anniversary Tribute to Paul and Linda McCartney's Ram - Avec Fernando Perdomo